# エスタディオ・エルマノス・セルダン
エスタディオ・エルマノス・セルダン（西: Estadio Hermanos Serdán）は、メキシコのプエブラ州プエブラにあるスタジアム。1973年6月16日に開場した。12,112人収容。
主に野球に使用されており、リーガ・メヒカーナ・デ・ベイスボル（メキシコ夏季リーグ）のプエブラ・パロッツが本拠地にしている。2002年から2006年までは、同リーグのアンヘロポリス・タイガース（現キンタナロー・タイガース）も本拠地にしていた。